# Mount Muir
Mount Muir ist ein Berg in der Sierra Nevada in Kalifornien, nur anderthalb Kilometer vom Mount Whitney entfernt. Mit einer Höhe von 4272 Metern (14.015 Fuß) ist der Fourteener der elfthöchste Gipfel im Bundesstaat. Er wurde nach dem Naturforscher und -schützer John Muir benannt.
Der südlichste Abschnitt des John Muir Trail verläuft westlich etwas unterhalb des Gipfels entlang und endet am höchsten Punkt des Mount Whitney. Von dem Wanderweg aus gestaltet sich der Aufstieg zum Mount Muir wegen des Schutts an den Steilhängen relativ schwierig. Über die Erstbesteigung ist nichts bekannt.
Über die Ostseite wurde der Berg erstmals am 11. Juli 1935 durch Nelson P. Nies und John D. Mendenhall bestiegen. Am 1. September 1935 erreichten Arthur B. Johnson und William Rice den Gipfel über eine ähnliche Route von Südosten. Die östliche Felswand ist fast senkrecht und 430 Meter hoch. Dadurch sind Besteigungen von Osten mit einem Schwierigkeitsgrad von YDS Class 4 deutlich schwieriger als der Normalweg von Westen und nehmen mehr Zeit in Anspruch.